# Опытное (Кабардино-Балкария)
О́пытное (кабард.-черк. Опытнэ) — село в Терском районе Кабардино-Балкарской Республики. Входит в состав муниципального образования «Сельское поселение Красноармейское».

## География
Селение расположено в северо-западной части Терского района, в 19 км к северу от районного центра Терек и в 62 км к северо-востоку от города Нальчик.
Граничит с землями населённых пунктов: Куян на юге, Красноармейское на западе, Шикулей и Новая Балкария на северо-востоке.
Населённый пункт расположен на наклонной Кабардинской равнине, в переходной от предгорной в равнинную, зоне республики. Средние высоты на территории села составляют 215 метров над уровнем моря. Рельеф местности представляют собой в основном предгорную наклонную равнину с бугристыми возвышенностями, переходящие на юго-востоке в склоны Арикского хребта.
Гидрографическая сеть в основном представлена главной артерией Малокабардинского канала, тянущегося вдоль южной окраины села, а также каналом Куян, проходящий через центр села.
Климат влажный умеренный. Лето жаркое. Средняя температура воздуха в июле составляет около +23,0°С. Зима мягкая и длится около трех месяцев с частыми оттепелями. Средняя температура января составляет -2,5°С. В общем среднегодовая температура воздуха составляет +10,5°С. Среднегодовое количество осадков составляет около 620 мм. В конце лета возможны засухи, вызванные воздействием воздушных течений исходящими из Прикаспийской низменности.

## История
В 1923 году началось строительство МКООС (Мало-Кабардинская опытно-оросительная станция), которая была одной из наиболее крупных гидротехнических сооружений того времени в СССР.
Четыре года спустя, на его базе был основан рабочий посёлок, которая как научно-исследовательское учреждение стала функционировать 20 августа 1927 года. Первоначально и за рабочим посёлком было закреплено название МКООС.
В 1929 году в посёлке ещё не было постоянного населения, он в административном плане был подчинён Арикскому сельскому Совету, а рабочие и служащие станции проживали в соседних селениях Куян и Гофнунгсфельд (ныне Красноармейское).
С 1930 года началось строительство частных домов и объектов социальной инфраструктуры.
Во время Великой Отечественной войны, в ноябре 1942 года посёлок был оккупирован немецкими войсками, а наиболее ценное лабораторная оборудование было вывезено в тыл страны. В начале января 1943 года МКООС освобождён от захватчиков.
В 1944 году в результате разукрупнения Терского района, посёлок был передан в состав Урожайненского района, в составе Красноармейского сельсовета.
В 1947 году Мало-Кабардинская Опытно-оросительная станция согласно распоряжению Совета Министров СССР от 1 августа 1947 года №10256 была выделена как самостоятельная в системе научно-исследовательских учреждений Министерства сельского хозяйства РСФСР.
В 1959 году рабочий посёлок МКООС переименован в Опытное и возвращён в состав составе сельсовета в Терский район.
Ныне Опытное слился с сёлами Красноармейское на западе и Куян на юге, и фактически представляют собой один населённый пункт.

## Население
| 2002 | 2010 | 2021 |
| ---- | ---- | ---- |
| 984  | ↘589 | ↗712 |

Национальный состав
По данным Всероссийской переписи населения 2010 года:
| Народ      | Численность, чел. | Доля от всего населения, % |
| ---------- | ----------------- | -------------------------- |
| кабардинцы | 489               | 83,0 %                     |
| русские    | 71                | 12,0 %                     |
| осетины    | 15                | 2,5 %                      |
| другие     | 15                | 2,5 %                      |
| всего      | 589               | 100 %                      |

По данным Всероссийской переписи населения 2021 года:
| Народ               | Численность, чел. | Доля от всего населения, % |
| ------------------- | ----------------- | -------------------------- |
| кабардинцы          | 573               | 80,48 %                    |
| русские             | 62                | 8,71 %                     |
| турки               | 31                | 4,35 %                     |
| осетины             | 17                | 2,39 %                     |
| другие / не указано | 29                | 4,07 %                     |
| всего               | 712               | 100,0 %                    |

Половозрастной состав
По данным Всероссийской переписи населения 2010 года:
| Возраст     | Мужчины, чел. | Женщины, чел. | Общая численность, чел. | Доля от всего населения, % |
| ----------- | ------------- | ------------- | ----------------------- | -------------------------- |
| 0 — 14 лет  | 50            | 47            | 97                      | 16,5 %                     |
| 15 — 59 лет | 177           | 231           | 408                     | 69,3 %                     |
| от 60 лет   | 27            | 57            | 84                      | 14,2 %                     |
| Всего       | 254           | 335           | 589                     | 100,0 %                    |

Мужчины — 254 чел. (43,1 %). Женщины — 335 чел. (56,9 %).
Средний возраст населения — 35,3 лет. Медианный возраст населения — 33,3 лет.
Средний возраст мужчин — 31,7 лет. Медианный возраст мужчин — 30,1 лет.
Средний возраст женщин — 38,0 лет. Медианный возраст женщин — 35,7 лет.

## Инфраструктура
На территории села расположены основные объекты социальной инфраструктуры сельского поселения:
Образование
- Средняя общеобразовательная школа — ул. Школьная, 11.
- Начальная школа Детский сад

Здравоохранение
- Участковая больница — ул. Магистральная, 1.

Культура
- Дом культуры

Общественно-политические организации:
- Адыгэ Хасэ
- Совет ветеранов труда и войны

## Улицы
| Магистральная |
| Новостроечная |

| Центральная |

| Школьная |

## Примечание
1. 1 2  Итоги Всероссийской переписи населения 2020 года (по состоянию на 1 октября 2021 года)
2. ↑  80 лет со дня организации Мало-Кабардинской опытно-оросительной станции (МКООС). Дата обращения: 29 мая 2014. Архивировано 29 мая 2014 года.
3. ↑  Численность населения Кабардино-Балкарской Республики по сельским населённым пунктам по итогам ВПН-2002
4. ↑  Численность населения КБР в разрезе населённых пунктов по итогам Всероссийской переписи населения 2010 года
5. 1 2  База микроданных Всероссийской переписи населения 2010 года. Дата обращения: 14 ноября 2015. Архивировано из оригинала 9 июня 2014 года.
6. ↑  Итоги Всероссийской переписи населения 2020 года. Том 5. Национальный состав и владение языками. Таблица 1. Национальный состав населения Кабардино-Балкарской Республики, городских округов и муниципальных районов. Дата обращения: 9 октября 2023. Архивировано 16 октября 2023 года.
7. ↑  Численность населения КБР по итогам Всероссийской переписи населения 2010 года. Дата обращения: 10 декабря 2016. Архивировано из оригинала 24 июня 2016 года.